# Hideto Nakane
Hideto Nakane (中根 英登, Nakane Hideto), né le 2 mai 1990 à Nagoya, est un coureur cycliste japonais.

## Biographie
Il met un terme à sa carrière cycliste à l'issue de la saison 2022. 

## Palmarès et résultats

### Palmarès par année
- 2020
  - 6e étape du Tour de Langkawi
  - 3e de l'UCI Asia Tour
- 2021
  - 3e du championnat du Japon du contre-la-montre
  - 3e du championnat du Japon sur route

### Classements mondiaux
| Année                                 | 2013 | 2014 | 2015 | 2016  | 2017 | 2018  | 2019 | 2020 | 2021 | 2022  |
| ------------------------------------- | ---- | ---- | ---- | ----- | ---- | ----- | ---- | ---- | ---- | ----- |
| Classement mondial                    |      |      |      | 1440e | 942e | 423e  | 895e | 262e | 638e | 2288e |
| UCI Europe Tour                       | nc   | nc   | nc   | nc    | 978e | 1986e |      |      |      |       |
| UCI Asia Tour                         | 230e | 123e | 210e | 233e  | 193e | 21e   | 43e  | 3e   | 9e   | 250e  |
|                                       |      |      |      |       |      |       |      |      |      |       |
| Légende : nc = non classéSource : UCI |      |      |      |       |      |       |      |      |      |       |